# Ai am BEST
Albums de Ai Ōtsuka
Love Cook
(2005) Love Piece
(2007)
Compilations par Ai Ōtsuka
Love Is Best
(2009)
Ai am BEST est la 1recompilation de Ai Ōtsuka, sorti sous le label Avex Trax le 28 mars 2007 au Japon. Il atteint la 1re place du classement de l'Oricon. Il se vend à 350 045 exemplaires la première semaine, et reste classé pendant 48 semaines, pour un total de 727 192 exemplaires vendus. C'est le 2e album le plus vendu de Ai Ōtsuka à ce jour. Il sort en format CD et CD+DVD.

## Liste des titres
| 1.  | Momo no Hanabira (桃ノ花ビラ)                                  | 4:55 |
| 2.  | Sakuranbo (さくらんぼ)                                         | 3:56 |
| 3.  | Amaenbo (甘えんぼ)                                             | 4:15 |
| 4.  | Happy Days                                                     | 3:46 |
| 5.  | Kingyo Hanabi (金魚花火)                                       | 4:35 |
| 6.  | Daisuki da yo. (大好きだよ。)                                  | 4:44 |
| 7.  | Kuroge Wagyu Joshio Tan Yaki 680 Yen (黒毛和牛上塩タン焼680円) | 3:54 |
| 8.  | Cherish                                                        | 4:51 |
| 9.  | Smily                                                          | 3:32 |
| 10. | Biidama (ビー玉)                                               | 4:05 |
| 11. | Neko ni Fuusen (ネコに風船)                                    | 5:13 |
| 12. | Planetarium (プラネタリウム)                                   | 5:10 |
| 13. | Love Music                                                     | 4:34 |
| 14. | Babashi no Theme (Hidden Track #99) (BABASHIのテーマ)          | 1:22 |

| 1.  | Momo no Hanabira (桃ノ花ビラ)                                  |  |
| 2.  | Sakuranbo (さくらんぼ)                                         |  |
| 3.  | Amaenbo (甘えんぼ)                                             |  |
| 4.  | Happy Days                                                     |  |
| 5.  | Kingyo Hanabi (金魚花火)                                       |  |
| 6.  | Daisuki da yo. (大好きだよ。)                                  |  |
| 7.  | Kuroge Wagyuu Joshio Tanyaki 680 Yen (黒毛和牛上塩タン焼680円) |  |
| 8.  | Cherish                                                        |  |
| 9.  | Smily                                                          |  |
| 10. | Biidama (ビー玉)                                               |  |
| 11. | Neko ni Fuusen (ネコに風船)                                    |  |
| 12. | Planetarium (プラネタリウム)                                   |  |
| 13. | Love Music                                                     |  |
| 14. | Babashi no Theme (Hidden) (BABASHIのテーマ)                    |  |